# I Can Transform Ya
"I Can Transform Ya" é uma canção gravada pelo cantor-compositor norte americano Chris Brown, contida em seu terceiro álbum de estúdio, Graffiti (2009). Escrita por Chris Brown, Jason Boyd, Kasseem Dean, Joseph Bereal, Dwayne Carter e produzida por Swizz Beatz. A faixa deriva dos gêneros estilísticos crunk e R&B e conta com a participação dos rappers compatriotas Lil Wayne e Swizz Beatz. Foi lançada como o primeiro single do álbum.
"I Can Transform Ya" teve um desempenho moderado nas tabelas musicais. Teve seu auge nas tabelas das regiões Flanders e Valônia da Bélgica. Situou-se na sétima posição da Nova Zelândia, na vigésima dos Estados Unidos, nas vigésima primeira da Irlanda e Austrália e as quinquagésima quarta e sexta do Canadá e Holanda, respectivamente. A obra acabou por ser autenticada de ouro pela Recording Industry Association of New Zealand (RIANZ) e platina pela Australian Recording Industry Association (ARIA).

## Desempenho e certificações
| Tabela (2009–10)                              | Melhor posição |
| --------------------------------------------- | -------------- |
| Austrália (ARIA)                              | 21             |
| Bélgica (Ultratip Bubbling Under de Flandres) | 5              |
| Bélgica (Ultratip Bubbling Under da Valônia)  | 5              |
| Canadá (Canadian Hot 100)                     | 54             |
| Europa (Billboard European Hot 100 Singles)   | 76             |
| Irlanda (IRMA)                                | 21             |
| Países Baixos (Single Top 100)                | 57             |
| Nova Zelândia (Recorded Music NZ)             | 7              |
| Reino Unido (OCC UK R&B)                      | 9              |
| Estados Unidos (Billboard Hot 100)            | 20             |
| Estados Unidos (Billboard R&B/Hip-Hop Songs)  | 11             |

| País / Provedor       | Certificação |
| --------------------- | ------------ |
| Austrália - ARIA      | Ouro         |
| Nova Zelândia - RIANZ | Platina      |

| Tabela (2009)                  | Posição |
| ------------------------------ | ------- |
| Reino Unido - UK Singles Chart | 196     |

## Créditos de elaboração
Todo o processo de elaboração da canção atribui os seguintes créditos pessoais:
- Composição - Chris Brown, Jason "Pooh Bear" Boyd, J.Thomas, Kasseem Dean, Joeseph "Lonny" Bereal, Dwayne Carter
- Produção - Swizz Beatz
- Mixagem - Manny Marroquin
- Assistentes de mixagem - Christian Plata, Erik Madrid
- Gravação - Brian Springer
- Guitarra - Rayfield "Ray-Ray" Holloman
- Masterização - Chris Bellman

## Histórico de lançamento
| Pais           | Data                   | Formato                  |
| -------------- | ---------------------- | ------------------------ |
| Estados Unidos | 29 de setembro de 2009 | download digital         |
| Estados Unidos | 5 de outubro de 2009   | Rhythmic e urban airplay |